# Chinoperla nigriceps
Chinoperla nigriceps és una espècie d'insecte plecòpter pertanyent a la família dels pèrlids que es troba a Àsia: l'Índia.